# Mari Molid
Mari Kristine Søbstad Molid (født 8. august 1990) er en norsk håndboldspiller, som spiller for danske Randers HK og for det norske landhold. Hun spillede på det norske hold, der vandt junior-VM i 2010. Hun debuterede på A-landsholdet mod Sverige 22. september 2010 og spillede på holdet, som vandt guld ved EM 2010.

## Klubhold
Molid begyndte med at spille håndbold for Kolstad IL. Senere skiftede hun over til Byåsen IL, hvor hun i 2006/07 spillede i den højeste norske liga. Sammen med Byåsen deltog hun i 2007 i EHF Cup Winners' Cup-finalen, som blev vundet af den rumænske klub CS Râmnicu Vâlcea. I 2012 skrev hun kontrakt med Levanger HK.

## Landshold
D. 22. september 2010 debuterede hun på landsholdet. Sammen med landsholdet vandt hun EM 2010. Året efter vandt hun VM 2011 i Brasilien.
Molid spillede tidligere både på Norges junior- og ungdomslandshold. Sammen med juniorlandsholdet vandt hun VM 2010.
Ifølge landsholdstræneren Thorir Hergeirsson er hun en højrehåndet bagspiller med ...meget gode forsvarskvaliteter og med et hårdt skud.

### Meritter med landsholdet
- Norsk pokalturnering for juniorer 2010:  Guld
- EM 2010:  Guld
- Junior-VM (Korea) 2010:  Guld
- Junior-EM (Ungarn) 2009:  Guld
- Norsk pokalturnering 2009:  Sølv
- Eliteserien 2009:  Sølv
- Eliteserien 2008:  Sølv
- Norsk pokalturnering 2008:  Sølv
- Norsk pokalturnering 2007:  Guld
- Norsk pokalturnering for juniorer 2007:  Guld
- Eliteserien Kvinner 2007:  Guld